# Michael IX. Palaiologos
Michael IX. Palaiologos (17. dubna 1277 – 12. října 1320) spoluvládl s císařem Andronikem II. v Byzantské říši v letech 1295–1320.

## Život
Michael IX. Palaiologos byl uznáván jako císař od roku 1281 a byl korunován v roce 1294 nebo 1295. V roce 1300 byl poslán jako hlava Alanů proti Turkům v Malé Asii a v letech 1304–1305 byl obviněn z obchodování s vzpurnou Katalánskou společností.
Michael IX. byl také nakonec neúspěšný při pokusu o uzavření míru s Theodorem Svetislavem z Bulharska v roce 1307. V roce 1311 byl Michael IX. byl poražen Osmanem I. Císař Michael IX. nakonec odešel do důchodu v Soluni, kde zemřel v roce 1320.